# Museu d'Art Modern

Het Museum voor Moderne Kunst (Catalaans: Museu d'Art Modern) van Barcelona maakt deel uit van het Nationaal Museum voor Kunst uit Catalonië (Museu Nacional d'Art de Catalunya). Het museum is gevestigd aan het Parc de la Ciutadella.
Een Catalaanse wet regelde in 1990 de samenvoeging van het Museu d'Art Modern (gesticht in 1945 door Tomàs Carreras i Artau) met het Museu d'Art de Catalunya (gesticht in 1934), dat kunstcollecties uit veel oudere perioden (van Renaissance tot Barok) herbergt. Het Museu d'Art Modern legt zich daarentegen toe op kunst uit de negentiende en twintigste eeuw. Aan dit nationaal museum (het woord "Nacional" werd bij de samenvoeging in de naam opgenomen) werd in 1996 ook een afdeling Fotografie toegevoegd.
In het bezit van het museum bevinden zich onder meer werken van de kunstschilders Mariano Fortuny, Santiago Rusiñol, Ignacio Zuloaga, Ramon Casas i Carbó, Jeroni Sunyer, José Gutierrez Solana. Ook de beroemde "Harlekijn" van Pablo Picasso bevindt zich in dit museum.